# كرة اليد في الألعاب الأولمبية الصيفية 2012
منافسات كرة اليد في الألعاب الأولمبية الصيفية 2012 في لندن أقيمت من 28 يوليو إلى 12 أغسطس. لعبت الجولات التمهيدية والدور ربع النهائي في كوبر بوكس، في حين لعبت مباريات الدور نصف النهائي والمباراة النهائية في صالة كرة السلة. فازت فرنسا بذهبية الرجال بينما فازت النرويج بذهبية السيدات.

## ملخص الميداليات
| الحدث   | الذهبية | الفضية | البرونزية |
| ------- | --- | --- | --- |
| الرجال  | فرنسا (FRA) · جيروم فرنانديز · ديدييه دينارت · خافيير باراشت · غيوم جيله · برتراند جيله · دانييل نارسيس · غيوم جولي · صامويل هونروبيا · داودا كارابو · نيكولا كاراباتيتش · تييري أومير · ويليام أكامبراي · لوك أبالو · سيدريك سورهايندو · مايكل غيغو                                    | السويد (SWE) · ماتياس أندرسون · ماتياس غوستافسون · كيم أندرسون · جوناس كالمان · ماغنوس جيرنيمير · نيكلاس إيكبرج · داليبور دودير · جوناس لارهولم · توبياس كارلسون · يوهان ياكوبسن · جوهان سجوستراند · فريدريك بيترسن · كيم إكداهل دو ريتز · ماتياس زاتشريسون · أندرياس نيلسون                   | كرواتيا (CRO) · فينيو لوسرت · إيفانو باليش · دوماغوي دوفنجاك · بلاجنكو لاكوفيتش · ماركو كوبليار · إيغور فوري · ياكوف غويون · زلاتكو هورفات · دراغو فوكوفيتش · دامير بيتشانيتش · دينيس بونتيتش · ميركو أليلوفيتش · مانويل شترلك · إيفان تشوبيتش · إيفان نينتشفيتش                    |
| السيدات | النرويج (NOR) · كاري آلفيك جريمسبو · إيدا ألستاد · هايدي لوك · تونيا نوستفولد · كارولين دير بريفانج · كريستين لوند بورجيرسين · كاري ميت يوهانسن · ماريت مالم فرافيورد · لين جوروم سولاند · كاترين لوندي · لين كريستين ريجيلهوث كورين · جوريل سنورويجين · أماندا كورتوفيتش · كاميلا هيرم | الجبل الأسود (MNE) · مارينا رايتشيتش · رادميلا ميليانيتش بيتروفيتش · جوفانكا راديتشفيتش · أنا دوكيتش · ماريا يوفانوفيتش · آنا رادوفيتش · أندلا بولاتوفيتش · سونيا بارياكتاروفيتش · مايا سافيتش · بوجانا بوبوفيتش · سوزانا لازوفيتش · كاتارينا بولاتوفيتش · مايدا ميهمدوفيتش · ميلينا كنيجيفيتش | إسبانيا (ESP) · أندريا بارنو · كارمن مارتين · نيلي كارلا ألبرتو · بياتريس فرنانديز · فيرونيكا كوادرادو · مارتا مانغي · ماكارينا أغيلار · سيلفيا نافارو · جيسيكا ألونسو برناردو · إليزابيث بيندو · بيغونيا فرنانديز · فانيسا أموروس · باتريشيا إلورزا · ميهيلا سيوبانو · مارتا لوبيز |